# Franklin Cisneros
Franklin Amadeo Cisneros Duarte (ur. 21 grudnia 1983 w San Salvador, zm. 28 października 2023 na Florydzie) – salwadorski judoka. Olimpijczyk z Pekinu 2008, gdzie zajął 21. miejsce w wadze półśredniej.
Uczestnik mistrzostw świata w 2007 i Pucharu Świata w 2009 i 2010. Brązowy medalista igrzysk panamerykańskich w 2007, a także igrzysk Ameryki Środkowej i Karaibów w 2006. Mistrz Ameryki Środkowej w 2006 roku.

## Letnie Igrzyska Olimpijskie 2008
| Konkurencja | Eliminacje             | Klas. końcowa |
| Konkurencja | Przeciwnik I           | Miejsce       |
| ----------- | ---------------------- | ------------- |
| 81 kg       | Travis Stevens (USA) P | 21.           |